# Lithocarpus cantleyanus
Lithocarpus cantleyanus är en bokväxtart som först beskrevs av George King och Joseph Dalton Hooker, och fick sitt nu gällande namn av Alfred Rehder. Lithocarpus cantleyanus ingår i släktet Lithocarpus och familjen bokväxter. Inga underarter finns listade.